# MORNING BOOOOOOST
『MORNING BOOOOOOST』（モーニング・ブースト）は、2022年4月1日からZIP-FMで放送されているラジオ番組。通称は「モーブー」。

## 概要
2022年春に行われた大規模改編の一環で、平日朝に放送されていた『High! MORNING!』を一新し、同年4月1日に放送開始。ナビケーダーは同年3月まで放送されていた報道番組『Z-BIZ.』から荒戸完を起用。
「名古屋＆東海エリアに元気エネルギーを届けるモーニングラジオショー」をコンセプトに、1日の始まりに知っておきたい日本と世界のニュースやトピックスを音楽とともに届ける。

## ナビゲーター
- 荒戸完

代打ナビゲーター
- 中川大輔（2024年5月1日）
- 澤田修（2024年12月12日・13日）

## 放送時間
- 月曜 〜 金曜 6時 〜 9時

## 主なコーナー
○は、2022年3月まで同時間帯で放送されていた『High! MORNING!』から引き続き放送。
随時、『ZIP-FM HEAD LINE NEWS、WEATHER INFORMATION、TRAFFIC INFORMATION』を放送。
ハッピーメッセージ
リスナーの誕生日や記念日など祝うコーナー。放送当日に誕生日を迎えた有名人も紹介する。
GOOD DRIVING CAMPAIGN
ドライブでの思い出など、リスナーの車に関するメッセージと交通安全宣言を紹介する。
HAPPY LUCKY FORTUNE
暦から今日の流れを紐解く占いコーナー。
「暦おじさん」こと佐藤真永が解説する。
THE FOCUS
世界で話題となっている人・物・事・サービスをフォーカスし、最新情報や暮らし・将来のヒントを考える。
金曜は、-THINK ABOUT SDGs-として、持続可能な開発目標について考える。
MESSAGE STATION → CONNECT LINE  ○
地域の魅力発信をコンセプトに、ZIP-FMエリアのローカルニュースを伝える。
金曜は、リスナーから届いた名鉄グループに関するエピソードを紹介する。
PROJECT FROM TOKAI（月曜）
新商品やサービスのプロジェクトを行っている実行者やキュレーターを迎えて話を聞く。
Forest Camp（月曜） ○
キャンプの楽しさや、キャンプに関する最新情報を伝える。
VERSION "A"・VERSION "Z"（火曜）  ○
世の中の疑問をリスナーと協力してベストアンサーを導き出す。
Grow Up!（火曜）
植物に関するミニドラマを放送。毎月最終火曜は、園芸・農業の専門家が家庭菜園に関する疑問に答える。
CIRCLE CIRCLE（水曜）  ○
子育ての悩みを育児の専門家が答える。
Life Goes On（金曜）  ○
様々なジャンルの人物にスポットをあて、これまで歩んできた人生を覗く。
インコのカンコ(木曜)
リスナーの「言いたくても言えないこと」をワンクッション挟んで、インコのカンコちゃんが代読する。
2024年3月28日のオンエアをもって、コーナーは終了したが、4月より始まった「行ってらっしゃい」のコーナーで、「人間ども、行ってらっしゃい」という カンコちゃんの声を聞くことができる。
ガチャガチャリクエスト
ガチャガチャを引き、書かれたテーマに沿ってリクエスト曲を募集。なおガチャガチャに使用する100円は、荒戸のポケットマネーであり、このコーナーのために大量の百円玉を両替しているという。
など